# Justin Pugh
Justin David Pugh (Holland, agosto 1990) è un giocatore di football americano statunitense che gioca nel ruolo di offensive tackle per gli Arizona Cardinals della National Football League (NFL). Fu scelto nel corso del primo giro (19º assoluto) del Draft NFL 2013 dai New York Giants. Al college giocò a football all’Università di Syracuse.

## Carriera professionistica

### New York Giants
Pugh era considerato uno dei migliori offensive tackle selezionabili nel Draft NFL 2013. Il 25 aprile fu scelto come 19º assoluto dai New York Giants. Il 25 luglio firmò un contratto quadriennale con la franchigia. Debuttò come professionista partendo come titolare nella settimana 1 contro i Dallas Cowboys. La sua stagione da rookie si concluse disputando tutte le 16 partite come titolare concedendo solamente tre sack agli avversari.

### Arizona Cardinals
Il 17 marzo 2018, Pugh firmò un contratto quinquennale del valore di 45 milioni di dollari con gli Arizona Cardinals.

## Palmarès
- PFWA All-Rookie Team - 2013